# Bonnemain
Bonnemain (tiếng Breton: Bonmaen) là một xã của tỉnh Ille-et-Vilaine, thuộc vùng Bretagne, miền tây bắc nước Pháp.